# Lymantria aomoriensis
Lymantria aomoriensis este o specie de molii din genul Lymantria, familia Lymantriidae, descrisă de Matsumura 1921 Conform Catalogue of Life specia Lymantria aomoriensis nu are subspecii cunoscute.